# Бабулал, Линда
Линда Бабулал (англ. Linda Baboolal, урождённая Мохан, Mohan; 31 января 1941 — 12 сентября 2019) — врач, политический и государственный деятель Тринидада и Тобаго. Председатель «Народного национального движения» (ННД) (1996—2000). Председатель сената Тринидада и Тобаго (2002—2007), первая женщина на этой должности. Министр здравоохранения (1995), министр социального развития (1994—1995), министр по делам потребителей и социальных услуг (1992—1994).

## Биография
Родилась 31 января 1941 года в Сипарии на юге острова Тринидад в семье Соломона (Solomon Mohan) и Сильвии Мохан (Sylvia Mohan). Была старшим ребёнком из шести детей — пяти девочек и одного мальчика.
Училась медицине в Манитобском университете в Канаде, степень получила в 1973 году в частном Королевском колледже хирургов (RCSI) в Дублине, столице Ирландии. Прошла стажировку в больнице общего профиля в Порт-оф-Спейне.
Работала врачом, специализирующимся на общей семейной практике. Также работала в государственном секторе в Тринидаде и Тобаго.
К ней обращалась правящая партия «Национальный альянс за реконструкцию» (НАР) с предложением баллотироваться на выборах, но она отказалась из-за занятости.
По результатам парламентских выборов 16 декабря 1991 года избрана депутатом Палаты представителей парламента Тринидада и Тобаго 4-го созыва в округе Баратария/Сан-Хуан от «Народного национального движения».
13 января 1992 года назначена министром по делам потребителей и социальных услуг в правительстве под руководством премьер-министра Патрика Маннинга, 25 января 1994 года — министром социального развития. При перестановках в правительстве 22 мая 1995 года назначена министром здравоохранения.
По результатам выборов 6 ноября 1995 года проиграла в округе Баратария/Сан-Хуан доктору Фуаду Хану («Объединённый национальный конгресс»).
В 1996—2000 годах была председателем «Народного национального движения», первая женщина на этой должности.
5 апреля 2002 года избрана председателем сената парламента 7-го созыва, первой женщиной на этой должности. Сменила Ганаса Рамдиала («Объединённый национальный конгресс»). Повторно избрана 17 октября 2002 года в парламент 8-го созыва, избранном на досрочных выборах 7 октября. После выборов 5 ноября 2007 года, 17 декабря её сменил однопартиец Дэнни Монтано.
После ухода из политики работала врачом. Продолжала вести большую волонтёрскую работу по улучшению здоровья населения Тринидада и Тобаго и проявляла особый интерес к продвижению женщин во всех аспектах жизни, особенно в принятии решений. Занималась благотворительностью, участвовала в работе реабилитационного центра для наркозависимых в бенедиктинском аббатстве Маунт-Сент-Бенедикт в Сент-Огастине.
Была госпитализирована с пневмонией в Медицинский научный комплекс имени Эрика Уильямса в Сан-Хуане, где умерла спустя три недели, 12 сентября 2019 года в возрасте 78 лет.

## Личная жизнь
Вышла замуж за доктора Майкла Бабулала (Michael Baboolal; ум. 10 июня 2022), врача, родила пятерых детей — три дочери и двух сыновей.